# 湖盘杯首尔新闻世界女子围棋霸王战
湖盤杯(湖畔杯)首尔新闻世界女子围棋霸王战是由韩国湖畔集团赞助、首尔新闻和韩国棋院共同主办的世界女子围棋大赛。比赛用时为每方1小时，读秒60秒1次。总奖金规模为3亿韩元，其中冠军奖金为1亿韩元。如果取得三连胜，将获得200万韩元的连胜奖金，此后每胜将增加200万韩元连胜奖金。另外每盘棋还有120万韩元的对局费。

## 第一届
| 局次   | 日期           | 获胜棋手                          | 失利棋手                          | 结果                              |
| ------ | -------------- | --------------------------------- | --------------------------------- | --------------------------------- |
| 第1局  | 2022年5月22日  | 吴依铭 三段                       | 仲邑堇 二段                       | 持白162手中盤胜                   |
| 第2局  | 2022年5月23日  | 吴依铭 三段                       | 李瑟珠 初段                       | 持黑185手中盤胜                   |
| 第3局  | 2022年5月24日  | 吴依铭 三段                       | 铃木步 七段                       | 持黑249手11目半胜                 |
| 第4局  | 2022年5月25日  | 吴依铭 三段                       | 許瑞玹 三段                       | 持黑221手中盤胜                   |
| 第5局  | 2022年5月26日  | 吴依铭 三段                       | 謝依旻 七段                       | 持黑197手中盤胜                   |
| 第6局  | 2022年5月27日  | 金彩瑛 七段                       | 吴依铭 四段                       | 持白190手中盤勝                   |
| 第7局  | 2022年5月28日  | 藤泽里菜 五段                     | 金彩瑛 七段                       | 持黑205手中盤勝                   |
| 第8局  | 2022年10月15日 | 李赫 五段                         | 藤泽里菜 五段                     | 持黑193手中盘胜                   |
| 第9局  | 2022年10月16日 | 李赫 五段                         | 吴侑珍 九段                       | 持白166手中盘胜                   |
| 第10局 | 2022年10月17日 | 上野爱咲美 四段                   | 李赫 五段                         | 持黑183手中盘胜                   |
| 第11局 | 2022年10月18日 | 上野爱咲美 四段                   | 崔精 九段                         | 持白226手中盘胜                   |
| 第12局 | 2022年10月19日 | 上野爱咲美 四段                   | 陆敏全 六段                       | 持白266手中盘胜                   |
| 第13局 | 2022年10月20日 | 周泓余 六段                       | 上野爱咲美 四段                   | 持黑207手中盘胜                   |
| 第14局 | 2022年10月21日 | 未进行， 中国主将於之莹七段未出场 | 未进行， 中国主将於之莹七段未出场 | 未进行， 中国主将於之莹七段未出场 |

1、 中国（8胜3负） 2、 日本（4胜5负） 3、 （1胜5负）